# Гаучер-колледж
Гаучер-колледж (англ. Goucher College) — колледж в США, расположенный в городке Таусон, пригороде Балтимора, в штате Мэриленд.
Колледж был основан в 1885 году по решению конференции методистских епископов США как Женский колледж Балтимора (англ. Women's College of Baltimore City). В 1910 году получил нынешнее название в честь священнослужителя Джона Франклина Гаучера (1845—1922), проводившего основную работу по учреждению и первоначальному обустройству колледжа. При основании колледж находился в окраинном районе Балтимора, ныне называющемся Чарлз-Виллидж; к месту своего нынешнего положения в Таусоне он был перенесён в 1953 году. Вплоть до 1986 года в колледже обучались только девочки, в настоящее время ведётся совместное обучение.
В 1983—1987 годах в Гаучер-колледже жил и работал русский писатель Василий Аксёнов.

## Известные преподаватели
- Василий Аксёнов, русский писатель
- Отто Ортман, музыковед

## Известные выпускники
- Клара Беренджер (1886—1956), сценарист
- Салли Брайс-О’Хара (род. 1953), вице-адмирал, заместитель командующего Береговой охраны США
- Милдред Даннок (1901—1991), актриса
- Джуди Девлин (род. 1935), спортсменка (бадминтон)
- Флоренс Зейберт (1897—1991), биохимик